# 알페트라기우스
누르 앗딘 알 비트루지(Nur ad-Din Ibn Ishaq Al-Betrugi / Nur al-Din Ibn Ishaq Al-Betrugi/Abu Ishâk ibn al-Bitrog / al Bidrudschi / 서양에서는 Alpetragius로 불리기도 한다) (1204년경 사망). 알페트라기우스는 프톨레마이오스 모델의 대안이 되는 천문계를 제시한 최초의 천문학자이다. 또 다른 독창적인 측면은 그가 천체의 움직임의 물리적 원인이라고 여겨지기도 했던 "임페투스 (impetus)"를 제안했다는 것이었다. 그의 천문학관은 13세기 동안 거의 대부분의 유럽으로 퍼져 나갔다. 달의 분화구 알페트라기우스는 그의 이름을 따서 지어졌다.